# Rozdorî, Petropavlivka
Rozdorî (în ucraineană Роздори) este un sat în comuna Lozove din raionul Petropavlivka, regiunea Dnipropetrovsk, Ucraina.

## Demografie
Componența lingvistică a localității Rozdorî
     Ucraineană (97,3%)
     Rusă (2,7%)
Conform recensământului din 2001, majoritatea populației localității Rozdorî era vorbitoare de ucraineană (97,3%), existând în minoritate și vorbitori de rusă (2,7%).